# ASB Classic 2017 - Doppio femminile
Elise Mertens e An-Sophie Mestach erano le detentrici del titolo, ma hanno deciso di non partecipare.
In finale Kiki Bertens e Johanna Larsson hanno sconfitto Demi Schuurs e Renata Voráčová con il punteggio di 6–2, 6–2.

## Teste di serie
1. Lucie Šafářová /  Barbora Strýcová (quarti di finale, ritirate)
2. Chan Hao-ching /  Latisha Chan (primo turno)

1. Kiki Bertens /  Johanna Larsson (campionesse)
2. Gabriela Dabrowski /  Yang Zhaoxuan (semifinale)

## Wildcard
1. Marina Eraković /  Laura Robson (quarti di finale)

1. Jade Lewis /  Erin Routliffe (primo turno)

## Tabellone

### Legenda
| - Q = Qualificato - WC = Wild card - LL = Lucky loser | - ALT = Alternate - SE = Special Exempt - PR = Protected Ranking | - w/o = Walkover - r = Ritirato - d = Squalificato |

|  | Primo Turno          | Primo Turno                 | Primo Turno                 | Primo Turno           | Primo Turno |  |  | Quarti di finale       | Quarti di finale       | Quarti di finale      | Quarti di finale       | Quarti di finale       |                        |   | Semifinali | Semifinali           | Semifinali           | Semifinali          | Semifinali          |   |   | Finale | Finale | Finale | Finale | Finale |  |
|  |                      |                             |                             |                       |             |  |  |                        |                        |                       |                        |                        |                        |   |            |                      |                      |                     |                     |   |   |        |        |        |        |        |  |
|  | 1                    | L Šafářová B Strýcová       | L Šafářová B Strýcová       | L Šafářová B Strýcová | w/o         |  |  |                        |                        |                       |                        |                        |                        |   |            |                      |                      |                     |                     |   |   |        |        |        |        |        |  |
|  |                      | A Beck J Görges             | A Beck J Görges             | A Beck J Görges       |             |  |  | 1                      | L Šafářová B Strýcová  | L Šafářová B Strýcová | L Šafářová B Strýcová  |                        |                        |   |            |                      |                      |                     |                     |   |   |        |        |        |        |        |  |
|  | T Maria N Melichar   | T Maria N Melichar          | 6                           | 4                     | [7]         |  |  |                        | D Schuurs R Voráčová   | D Schuurs R Voráčová  | D Schuurs R Voráčová   | w/o                    |                        |   |            |                      |                      |                     |                     |   |   |        |        |        |        |        |  |
|  | D Schuurs R Voráčová | D Schuurs R Voráčová        | 4                           | 6                     | [10]        |  |  |                        |                        |                       |                        |                        |                        |   |            | D Schuurs R Voráčová | D Schuurs R Voráčová | 7                   | 6                   |   |   |        |        |        |        |        |  |
|  | 4                    | G Dabrowski Z Yang          | G Dabrowski Z Yang          | 7                     | 6           |  |  |                        |                        | 4                     | G Dabrowski Z Yang     | G Dabrowski Z Yang     | 5                      | 2 |            |                      |                      |                     |                     |   |   |        |        |        |        |        |  |
|  |                      | J Rae A Smith               | J Rae A Smith               | 5                     | 2           |  |  | 4                      | G Dabrowski Z Yang     | G Dabrowski Z Yang    | 6                      | 6                      |                        |   |            |                      |                      |                     |                     |   |   |        |        |        |        |        |  |
|  | M Irigoyen İ Soylu   | M Irigoyen İ Soylu          | M Irigoyen İ Soylu          | 6                     | 7           |  |  |                        | M Irigoyen İ Soylu     | M Irigoyen İ Soylu    | 2                      | 3                      |                        |   |            |                      |                      |                     |                     |   |   |        |        |        |        |        |  |
|  | M Katō Ar Rodionova  | M Katō Ar Rodionova         | M Katō Ar Rodionova         | 2                     | 62          |  |  |                        |                        |                       |                        |                        |                        |   |            | D Schuurs R Voráčová | D Schuurs R Voráčová | 2                   | 2                   |   |   |        |        |        |        |        |  |
|  |                      | A Rosolska T Townsend       | A Rosolska T Townsend       | 1                     | 5           |  |  |                        |                        |                       |                        |                        |                        |   |            |                      | 3                    | K Bertens J Larsson | K Bertens J Larsson | 6 | 6 |        |        |        |        |        |  |
|  | WC                   | M Eraković L Robson         | M Eraković L Robson         | 6                     | 7           |  |  | WC                     | M Eraković L Robson    | M Eraković L Robson   | 3                      | 4                      |                        |   |            |                      |                      |                     |                     |   |   |        |        |        |        |        |  |
|  |                      | A Pavljučenkova Y Wickmayer | A Pavljučenkova Y Wickmayer | 65                    | 3           |  |  | 3                      | K Bertens J Larsson    | K Bertens J Larsson   | 6                      | 6                      |                        |   |            |                      |                      |                     |                     |   |   |        |        |        |        |        |  |
|  | 3                    | K Bertens J Larsson         | K Bertens J Larsson         | 7                     | 6           |  |  |                        |                        |                       |                        |                        |                        |   | 3          | K Bertens J Larsson  | K Bertens J Larsson  | K Bertens J Larsson | w/o                 |   |   |        |        |        |        |        |  |
|  | WC                   | J Lewis E Routliffe         | J Lewis E Routliffe         | 4                     | 3           |  |  |                        |                        |                       | K Flipkens J Ostapenko | K Flipkens J Ostapenko | K Flipkens J Ostapenko |   |            |                      |                      |                     |                     |   |   |        |        |        |        |        |  |
|  |                      | S Aoyama M Ninomiya         | S Aoyama M Ninomiya         | 6                     | 6           |  |  | S Aoyama M Ninomiya    | S Aoyama M Ninomiya    | 2                     | 6                      | [7]                    |                        |   |            |                      |                      |                     |                     |   |   |        |        |        |        |        |  |
|  |                      | K Flipkens J Ostapenko      | 7                           | 3                     | [10]        |  |  | K Flipkens J Ostapenko | K Flipkens J Ostapenko | 6                     | 1                      | [10]                   |                        |   |            |                      |                      |                     |                     |   |   |        |        |        |        |        |  |
|  | 2                    | H-c Chan L Chan             | 5                           | 6                     | [5]         |  |  |                        |                        |                       |                        |                        |                        |   |            |                      |                      |                     |                     |   |   |        |        |        |        |        |  |